# Brenda Raganot
Brenda Raganot (Annapolis, Maryland; 8 de septiembre de 1966) es una culturista profesional estadounidense.

## Carrera de culturista

### Amateur
En 1984, Raganot empezó a entrenar como culturista en el instituto. Se vio influenciada cuando vio una película llamada Pumping Iron II: The Women, en la que aparecía la culturista Rachel McLish. En 1991, empezó a entrenar con la culturista Debbie Houck. Considera que Debbie fue quien la llevó del nivel amateur a las filas profesionales. Brenda obtuvo su tarjeta profesional en 1998 cuando ganó los títulos de peso medio y general en los Nacionales NPC.

### Profesional
Raganot ha alternado entre las categorías de peso ligero y pesado desde que se introdujeron las categorías de peso a nivel profesional en 2000. Ha sido una de las mejores profesionales de los últimos años, y sus mejores resultados han sido las victorias en la categoría de peso ligero en el Ms. International de 2000 y 2005.

### Historial competitivo
- 1993 - NPC USA Championship - 3º puesto (MW)
- 1994 - North American - 1º puesto (HW)
- 1995 - NPC Nationals - 2º puesto (MW)
- 1996 - NPC USA Championship - 4º puesto (HW)
- 1997 - NPC Nationals - 2º puesto (MW)
- 1998 - NPC Nationals - 1º puesto (MW y Overall)
- 1999 - Pro Extravaganza - 2º puesto
- 1999 - IFBB Ms. Olympia - 9º puesto
- 2000 - Ms. International - 1º puesto (LW)
- 2000 - IFBB Ms. Olympia - 2º puesto (LW)
- 2001 - Ms. International - 2º puesto (LW)
- 2001 - IFBB Ms. Olympia - 4º puesto (LW)
- 2003 - Ms. International - 3º puesto (HW)
- 2004 - Ms. International - 5º puesto (HW)
- 2005 - Ms. International - 1º puesto (LW)
- 2005 - IFBB Ms. Olympia - 5º puesto
- 2006 - IFBB Ms. Olympia - 15º puesto
- 2007 - Sacramento Pro - 3º puesto (HW)
- 2007 - Atlantic City Pro - 12º puesto (HW)
- 2008 - Ms. International - 5º puesto
- 2008 - IFBB Ms. Olympia - 12º puesto
- 2009 - IFBB Ms. International - 11º puesto
- 2009 - IFBB New York Women's Pro - 8º puesto
- 2009 - IFBB Atlantic City Pro - 4º puesto
- 2010 - IFBB Ms. International - 10º puesto[1][2]

## Vida personal
Residente en Seattle (Washington). Casada, trabaja para el Servicio Postal de los Estados Unidos. Fuera del mundo del culturismo, Raganot ha destacado como modelo fitness.